# 京晋高速动车组列车

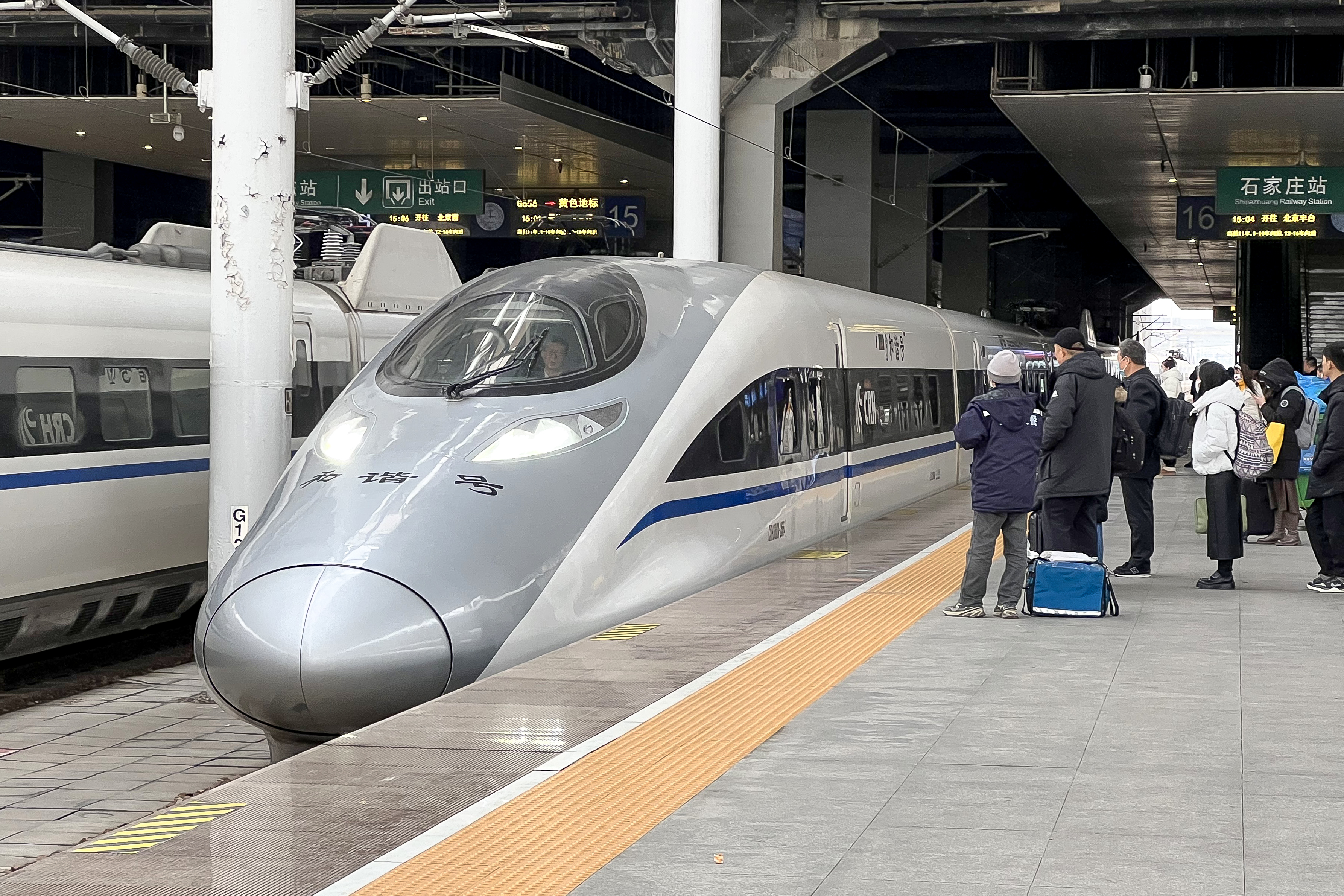
G684次列车驶入石家庄站16站台

京晋高速动车组列车是中国铁路运行于首都北京市至山西省晋城市间的高速动车组列车，现合计开行2对列车，途经北京市、河北省、山西省两省一市。其中G683/684次列车客运乘务由太原局集团太原客运段担任；G559/558、G557/560次列车额外途经河南省，客运乘务由郑州局集团郑州客运段担任。

## 历史
2021年1月20日，配合郑太客专开通，调整原北京西~太原南G611/614次列车运行区段为北京西~晋城东，车次调整为G683/684次。
2022年6月20日，配合北京丰台站启用，G683/684次列车调整至北京丰台站始发终到，运行区段变更为北京丰台~晋城东。
2023年10月11日，G551/556次列车调整至晋城东站始发终到，车次调整为G559/558、G557/560次。
2025年1月5日，G559/558、G557/560次列车延长至高平东站始发终到。

## 使用列车
G557-560次列车使用配属郑州局集团郑州东动车运用所的CRH380B；G683/684次列车使用配属太原局集团太原动车运用所的CRH380A，重联运行。